# RD-270
Le RD-270 est un moteur-fusée à ergols liquides développé par NPO Energomach de 1962 à 1970 pour équiper les lanceurs UR-700 et UR-900.

## Historique
Le RD-270 est développé à partir du 26 juin 1962 par l'OKB-456 (devenu NPO Energomach) de Valentin Glouchko. Il s'agit d'une réponse au moteur F-1 des États-Unis, propulsant le premier étage de la Saturn V, bien que le RD-270 brûle du peroxyde d'azote et de l'UDMH plutôt que de l'oxygène liquide et du kérozène. Il devait servir à propulser les deux premiers étages des lanceurs lourds UR-700 et UR-900 développé par l'OKB-52 de Vladimir Tchelomeï dans le cadre du programme lunaire habité soviétique. Entre 1967 et 1969, 27 essais ont lieu sur 22 moteurs différents. Le développement du RD-270 est arrêté en 1970 lorsque le projet UR-700 est définitivement annulé au profit de la N-1 de Sergueï Korolev.
Il a également été envisagé pour propulser le premier étage du lanceur R-56 (en) développé par l'OKB-586 de Mikhail Yanguel, mais le choix se porte plutôt sur le RD-253, avant l'arrêt du projet R-56 en 1964.

## Description
Le RD-270 utilise un cycle à combustion étagée à flux complet brûlant du peroxyde d'azote et de l'UDMH. Il fournit une poussée de 6 713 kN dans le vide (6 272 kN au niveau de la mer) avec une impulsion spécifique de 322 s (301 s au niveau de la mer). La pression dans la chambre de combustion atteint 26,1 MPa. Il pèse à vide 3,37 t et mesure 4,85 m de haut pour 3,3 m de diamètre,.
Une version nommée RD-270M brûlant du peroxyde d'azote avec du pentaborane a également été envisagée. Ce choix aurait augmenté l'impulsion spécifique à 340 s au niveau de la mer et à 365 s dans le vide, au prix d'importants problèmes de toxicité.